# Pohár FAČR 2017-2018
La Coppa della Repubblica Ceca 2017-2018 di calcio (in ceco Pohár české pošty) è stata la 25ª edizione del torneo. La competizione è iniziata il 13 luglio 2017 e si è conclusa il 9 maggio 2018. Lo Slavia Praga ha vinto il torneo per la quarta volta nella sua storia.

## Turno preliminare
Al turno preliminare partecipano 78 squadre, tutte provenienti dal quarto livello e dai livelli inferiori del campionato ceco di calcio.
| Squadra 1                      | Risultato       | Squadra 2                   |
| ------------------------------ | --------------- | --------------------------- |
| 13 luglio 2017                 |                 |                             |
| Slovan Havlíčkův Brod          | 0 – 1           | Slavoj Polná                |
| 15 luglio 2017                 |                 |                             |
| TJ Přeštice                    | 1 – 6           | Karlovy Vary                |
| Hořovicko                      | 1 – 0           | Rakovník                    |
| SK Spartak Slatiňany           | 3 – 1           | OEZ Letohrad                |
| Arsenal Česká Lípa             | 1 – 3           | Kolín                       |
| Nový Bor                       | 1 – 5           | Pěnčín-Turnov               |
| Petrovice                      | 1 – 3 (dts)     | Havířov                     |
| Tasovice                       | 2 – 1           | Breclav                     |
| SK Tatran Ždírec nad Doubravou | 3 – 0           | Vrchovina                   |
| Frýdlant nad Ostravicí         | 0 – 0 (2-4 dcr) | Nový Jičín                  |
| 16 luglio 2017                 |                 |                             |
| TJ Sokol Ústí                  | 3 – 0           | Nové Sady                   |
| SK Střešovice 1911             | 1 – 3           | Baník Souš                  |
| FK Komárov                     | 1 – 2           | FC Viktoria Mariánské Lázně |
| TJ Nová Včelnice               | 0 – 1           | TJ Malše Roudné             |
| Nejdek                         | 1 – 3           | Chomutov                    |
| FK Seko Louny                  | 4 – 1           | SK Motorlet Praha           |
| TJ Doksy                       | 0 – 2           | SS Ostrá                    |
| SK Červený Kostelec            | 0 – 0 (5-4 dcr) | Dvůr Králové                |
| FK Čechie Vykáň                | 2 – 1           | Spartak Chrást              |
| SK Brná                        | 2 – 9           | FK Zbuzany 1953             |
| FK Spartak Soběslav            | 1 – 3           | TJ Tatran Sedlčany          |
| SK Petřín Plzeň                | 1 – 2           | Klatovy                     |
| FK Brandýs nad Labem           | 0 – 5           | Vysoké Mýto                 |
| SK Hrobce                      | 3 – 1           | TJ Tatran Rakovník          |
| Jiskra Mšeno                   | 3 – 2           | FK Kratonohy                |
| Aritma Praga                   | 0 – 2           | Čáslav                      |
| MFK Dobříš                     | 5 – 2           | Kladno                      |
| 'Neratovice-Byškovice          | 2 – 1           | Admira Praga                |
| Trutnov                        | 0 – 2           | Sokol Živanice              |
| FC RAK Provodov                | 2 – 2 (6-7 dcr) | Slavičín                    |
| TJ ŽD Bohumín                  | 4 – 2           | Dolní Benešov               |
| AFK Tišnov                     | 5 – 4 (dts)     | Rosice                      |
| FC Strání                      | 2 – 1           | TJ Slovan Bzenec            |
| FC Vsetín                      | 1 – 2           | Broumov                     |
| Hranice                        | 1 – 2           | Kozlovice                   |
| FC Spartak Velká Bíteš         | 3 – 1           | Blansko                     |
| Šumperk                        | 1 – 3           | 1. HFK Olomouc              |
| Jeseník                        | 2 – 2 (6-4 dcr) | Jiskra Rýmařov              |
| Třebíč                         | 0 – 6           | Stará Říše                  |

## Primo turno
Al primo turno accedono le 39 squadre vincitrici del turno preliminare, le 16 squadre militanti nella Druhá liga, 15 delle squadre militanti nella Česka fotbalová liga, 13 delle squadre militanti nella Moravskoslezská fotbalová liga e altre 3 squadre provenienti dal quarto livello del campionato di calcio ceco.
| Squadra 1                      | Risultato       | Squadra 2              |
| ------------------------------ | --------------- | ---------------------- |
| 18 luglio 2017                 |                 |                        |
| Havířov                        | 3 – 7           | Fotbal Třinec          |
| 19 luglio 2017                 |                 |                        |
| Jeseník                        | 2 – 4           | Opava                  |
| FC Viktoria Mariánské Lázně    | 1 – 4           | Viktoria Žižkov        |
| 22 luglio 2017                 |                 |                        |
| Meteor Praga VIII              | 1 – 4           | Graffin Vlašim         |
| SK Spartak Slatiňany           | 1 – 3           | Chrudim                |
| FK Zbuzany 1953                | 2 – 3           | Písek                  |
| AFK Tišnov                     | 3 – 4           | Spartak Hulín          |
| Český Brod                     | 3 – 4           | Loko Vltavín           |
| FC Slovan Velvary              | 1 – 0           | Dyn. Č. Budějovice     |
| Mohelnice                      | 1 – 3           | Prostějov              |
| FK Seko Louny                  | 0 – 7           | Baník Sokolov          |
| Baník Souš                     | 0 – 3           | Varnsdorf              |
| FK Čechie Vykáň                | 0 – 4           | Ústí nad Labem         |
| Klatovy                        | 1 – 4           | Jiskra Domažlice       |
| Jiskra Mšeno                   | 4 – 2           | Dobrovice              |
| TJ Tatran Sedlčany             | 0 – 5           | Táborsko               |
| Karlovy Vary                   | 0 – 3           | Králův Dvůr            |
| 'Neratovice-Byškovice          | 0 – 2           | Převýšov               |
| Čáslav                         | 1 – 2           | Příbram                |
| SK Hrobce                      | 2 – 3           | Sokol Brozany          |
| Sokol Živanice                 | 2 – 2 (7-5 dcr) | Olympia Hradec Králové |
| Hořovicko                      | 1 – 4           | Štěchovice             |
| TJ Malše Roudné                | 0 – 5           | Benešov                |
| MFK Dobříš                     | 1 – 0           | FK Litoměřicko         |
| Pěnčín-Turnov                  | 3 – 2           | SK Benátky nad Jizerou |
| Kolín                          | 1 – 3           | Jiskra Ústí nad Orlicí |
| Slavičín                       | 6 – 0           | Viktoria Otrokovice    |
| TJ Sokol Ústí                  | 1 – 2           | Hlučín                 |
| Slavoj Polná                   | 0 – 3           | Znojmo                 |
| TJ ŽD Bohumín                  | 0 – 4           | FC Odra Petřkovice     |
| FC Strání                      | 3 – 5           | Hanácká                |
| Broumov                        | 0 – 3           | Valašské Meziříčí      |
| SK Tatran Ždírec nad Doubravou | 1 – 0           | Velké Meziříčí         |
| Kozlovice                      | 3 – 0           | Uničov                 |
| Nový Jičín                     | 2 – 3           | Vítkovice              |
| FC Spartak Velká Bíteš         | 0 – 3           | Vyškov                 |
| 1. HFK Olomouc                 | 2 – 0           | Frýdek-Místek          |
| SS Ostrá                       | 1 - 1 (3-5 dcr) | Zápy                   |
| 23 luglio 2017                 |                 |                        |
| Tasovice                       | 1 – 4           | Hodonín-Šardice        |
| Stará Říše                     | 0 – 3           | Líšeň                  |
| Chomutov                       | 1 – 2           | Slavoj Vyšehrad        |
| SK Červený Kostelec            | 1 – 7           | Hradec Králové         |
| 25 luglio 2017                 |                 |                        |
| Vysoké Mýto                    | 1 – 2           | Pardubice              |

## Secondo turno
Al secondo turno accedono le 43 squadre vincitrici del primo turno e 11 squadre militanti nella 1. liga.
| Squadra 1                      | Risultato       | Squadra 2        |
| ------------------------------ | --------------- | ---------------- |
| 2 agosto 2017                  |                 |                  |
| Slavoj Vyšehrad                | 1 – 2 (dts)     | Graffin Vlašim   |
| 5 agosto 2017                  |                 |                  |
| Jiskra Domažlice               | 2 – 0           | Chrudim          |
| 8 agosto 2017                  |                 |                  |
| FC Slovan Velvary              | 0 – 1           | Hradec Králové   |
| FC Odra Petřkovice             | 1 – 1 (3-5 dcr) | Znojmo           |
| Hodonín-Šardice                | 1 – 0           | Vítkovice        |
| Hlučín                         | 1 – 3 (dts)     | Sigma Olomouc    |
| Pěnčín-Turnov                  | 1 – 3           | Ústí nad Labem   |
| Benešov                        | 1 – 5           | Bohemians 1905   |
| 1. HFK Olomouc                 | 2 – 1           | Zbrojovka Brno   |
| 9 agosto 2017                  |                 |                  |
| Sokol Brozany                  | 0 – 4           | Viktoria Žižkov  |
| Písek                          | 2 – 2 (7-6 dcr) | Pardubice        |
| Králův Dvůr                    | 1 – 2           | Táborsko         |
| Sokol Živanice                 | 1 – 0           | Varnsdorf        |
| Kozlovice                      | 0 – 2           | Hanácká          |
| Valašské Meziříčí              | 3 – 1           | Líšeň            |
| Jiskra Mšeno                   | 1 – 4           | Jablonec         |
| Spartak Hulín                  | 0 – 5           | Baník Ostrava    |
| Loko Vltavín                   | 2 – 3           | Teplice          |
| Převýšov                       | 0 – 2           | Dukla Praga      |
| Slavičín                       | 0 – 2           | Karviná          |
| SK Tatran Ždírec nad Doubravou | 0 – 4           | Fotbal Třinec    |
| Zápy                           | 2 – 4           | Baník Sokolov    |
| Jiskra Ústí nad Orlicí         | 1 – 1 (5-6 dcr) | Slovácko         |
| Štěchovice                     | 1 – 3           | Příbram          |
| MFK Dobříš                     | 0 – 3           | Slovan Liberec   |
| 15 agosto 2017                 |                 |                  |
| Prostějov                      | 1 – 3           | Opava            |
| 16 agosto 2017                 |                 |                  |
| Vyškov                         | 1 – 4           | Vysočina Jihlava |

## Terzo turno
Al terzo turno accedono le 27 squadre vincitrici del secondo turno e le 5 squadre meglio classificate nella 1. liga 2016-2017.
| Squadra 1         | Risultato       | Squadra 2       |
| ----------------- | --------------- | --------------- |
| 19 settembre 2017 |                 |                 |
| Táborsko          | 3 – 4           | Teplice         |
| Bohemians 1905    | 2 – 2 (5-6 dtr) | Graffin Vlašim  |
| 20 settembre 2017 |                 |                 |
| Sokol Živanice    | 0 – 8           | Sigma Olomouc   |
| Hodonín-Šardice   | 0 – 4 (dts)     | Slovan Liberec  |
| 1. HFK Olomouc    | 1 – 8           | Hradec Králové  |
| Jiskra Domažlice  | 3 – 2           | Dukla Praga     |
| Hanácká           | 0 – 4           | Karviná         |
| Mladá Boleslav    | 3 – 0           | Příbram         |
| Jablonec          | 2 – 1           | Viktoria Žižkov |
| Vysočina Jihlava  | 1 – 0           | Baník Sokolov   |
| Znojmo            | 0 – 1           | Sparta Praga    |
| Slavia Praga      | 5 – 1           | Fotbal Třinec   |
| 27 settembre 2017 |                 |                 |
| Valašské Meziříčí | 0 – 6           | Baník Ostrava   |
| 4 ottobre 2017    |                 |                 |
| Písek             | 0 – 2           | Trinity Zlín    |
| Ústí nad Labem    | 0 – 2           | Slovácko        |
| 5 ottobre 2017    |                 |                 |
| Viktoria Plzeň    | 4 – 1           | Opava           |

## Ottavi di finale
| Squadra 1        | Risultato       | Squadra 2      |
| ---------------- | --------------- | -------------- |
| 24 ottobre 2017  |                 |                |
| Sigma Olomouc    | 3 – 4           | Jablonec       |
| Teplice          | 2 – 3           | Hradec Králové |
| 25 ottobre 2017  |                 |                |
| Jiskra Domažlice | 2 – 4           | Mladá Boleslav |
| Graffin Vlašim   | 1 – 1 (4-6 dtr) | Trinity Zlín   |
| Sparta Praga     | 2 – 2 (4-6 dtr) | Baník Ostrava  |
| Vysočina Jihlava | 1 – 3           | Slavia Praga   |
| 1º novembre 2017 |                 |                |
| Slovan Liberec   | 5 – 3 (dts)     | Karviná        |
| 10 novembre 2017 |                 |                |
| Viktoria Plzeň   | 2 – 3 (dts)     | Slovácko       |

## Quarti di finale
| Squadra 1      | Risultato       | Squadra 2      |
| -------------- | --------------- | -------------- |
| 7 marzo 2018   |                 |                |
| Jablonec       | 3 – 1           | Slovácko       |
| Slavia Praga   | 2 – 0           | Slovan Liberec |
| 14 marzo 2018  |                 |                |
| Hradec Králové | 0 – 2           | Trinity Zlín   |
| Mladá Boleslav | 1 – 1 (5-4 dtr) | Baník Ostrava  |

## Semifinali
| Squadra 1      | Risultato | Squadra 2      |
| -------------- | --------- | -------------- |
| 17 aprile 2018 |           |                |
| Slavia Praga   | 2 – 0     | Mladá Boleslav |
| 25 aprile 2018 |           |                |
| Trinity Zlín   | 0 – 1     | Jablonec       |

## Finale
| Arbitro: | Zelinka |

|                         |           |             |
| Tecl 14’, 39’ Stoch 90’ | Marcatori | 34’ Pernica |